# Ga Maebong
Ga Maebong là ga trên Tàu điện ngầm vùng thủ đô Seoul tuyến 3.
Nó nằm ở Dogok-dong, Gangnam-gu, Seoul.

## Bố trí ga
| Yangjae ↑ |
| \| N/B    |
| ↓ Dogok   |

| Hướng Bắc | ●Tuyến 3 | ← Hướng đi Daehwa  |
| Hướng Nam | ●Tuyến 3 | → Hướng đi Ogeum → |

## Vùng lân cận
- Lối thoát 1: Công viên Dogok
- Lối thoát 2: Đường hầm Maebong, SK Leaders View APT
- Lối thoát 3: AsungDaiso, Hanshin APT
- Lối thoát 4: Trường trung học Daechi, Gaepo Lucky APT